# Fraisse de las Corbièras
Fraisse de las Corbièras (en francès Fraissé-des-Corbières) és un municipi francès situat al departament de l'Aude i a la regió d'Occitània.

## Història
En 1390, durant la guerra dels armanyaguesos, Gilabert de Centelles i Riu-sec, governador de Rosselló, coneixedor que Berenguer de Calms un dels capitans armanyaguesos, havia arribat de Rodés al castell de Fraisse, d'on era senyor, va passar al contraatac, sortint de Montpeller amb seixanta cavallers i seixanta ballesters el 15 d'agost de 1390 i arribant a Fraisse l'endemà. Com Berenguer de Calms havia fugit a Narbona, Gilabert de Centelles el va cremar però fou capturat a Ceret.